# Nécropole nationale de Marœuil
La nécropole nationale de Marœuil est un cimetière militaire français situé sur le territoire de la commune de Marœuil près d'Arras, dans le département du Pas-de-Calais.

## Historique
Le cimetière militaire français de Marœuil, a été créé pour recueillir les dépouilles de soldats français tombés lors des batailles d’Artois. On y a regroupé des corps exhumés d'autres lieux de l'Artois.

## Caractéristiques
Le cimetière qui jouxte le cimetière communal a une superficie de 0,22 ha. Il rassemble 585 tombes individuelles. un monument aux morts des 156e et 160e régiments d'infanterie y a été érigé.

## Galerie

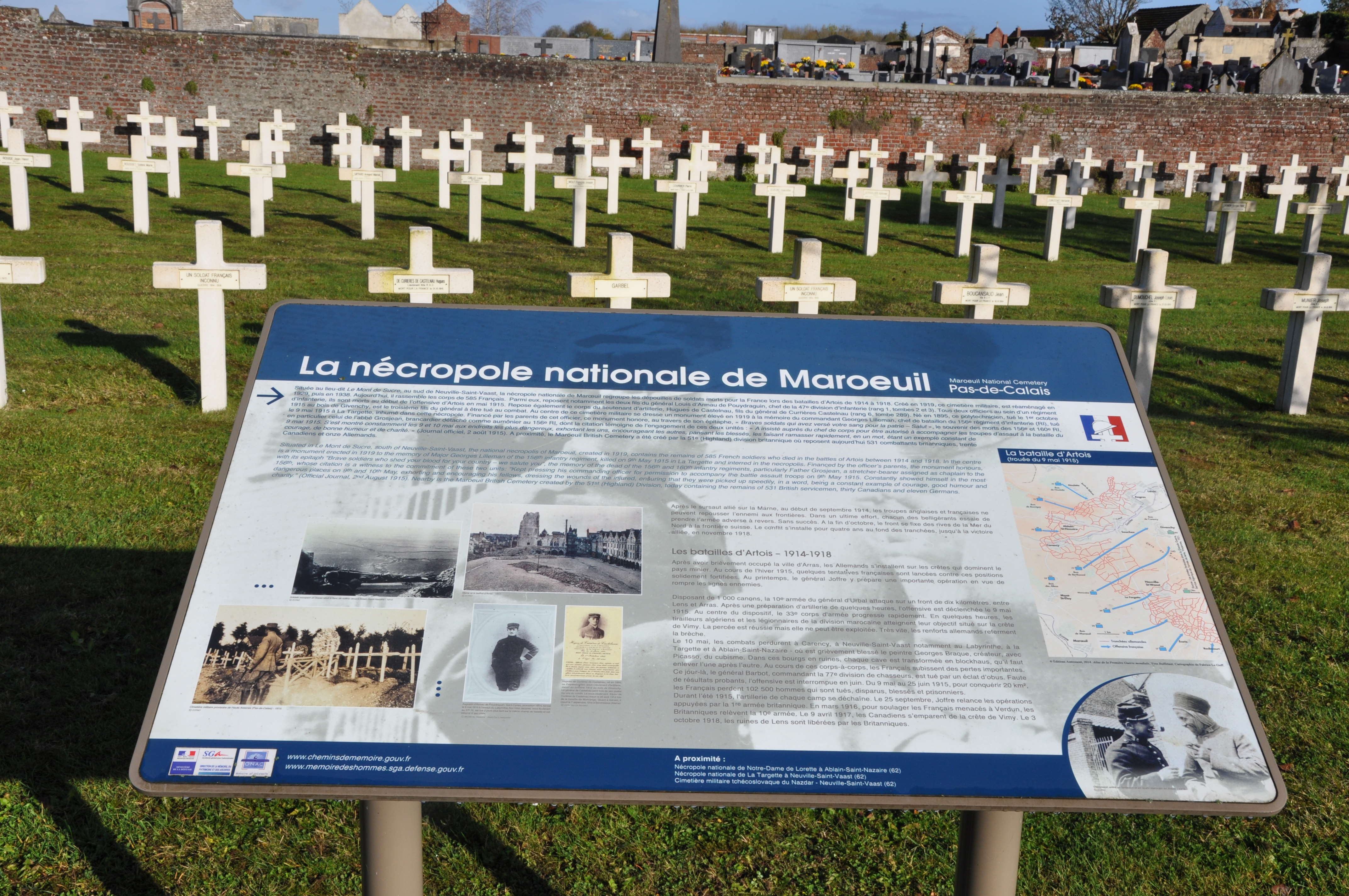
Le panneau descriptif de la nécropole.
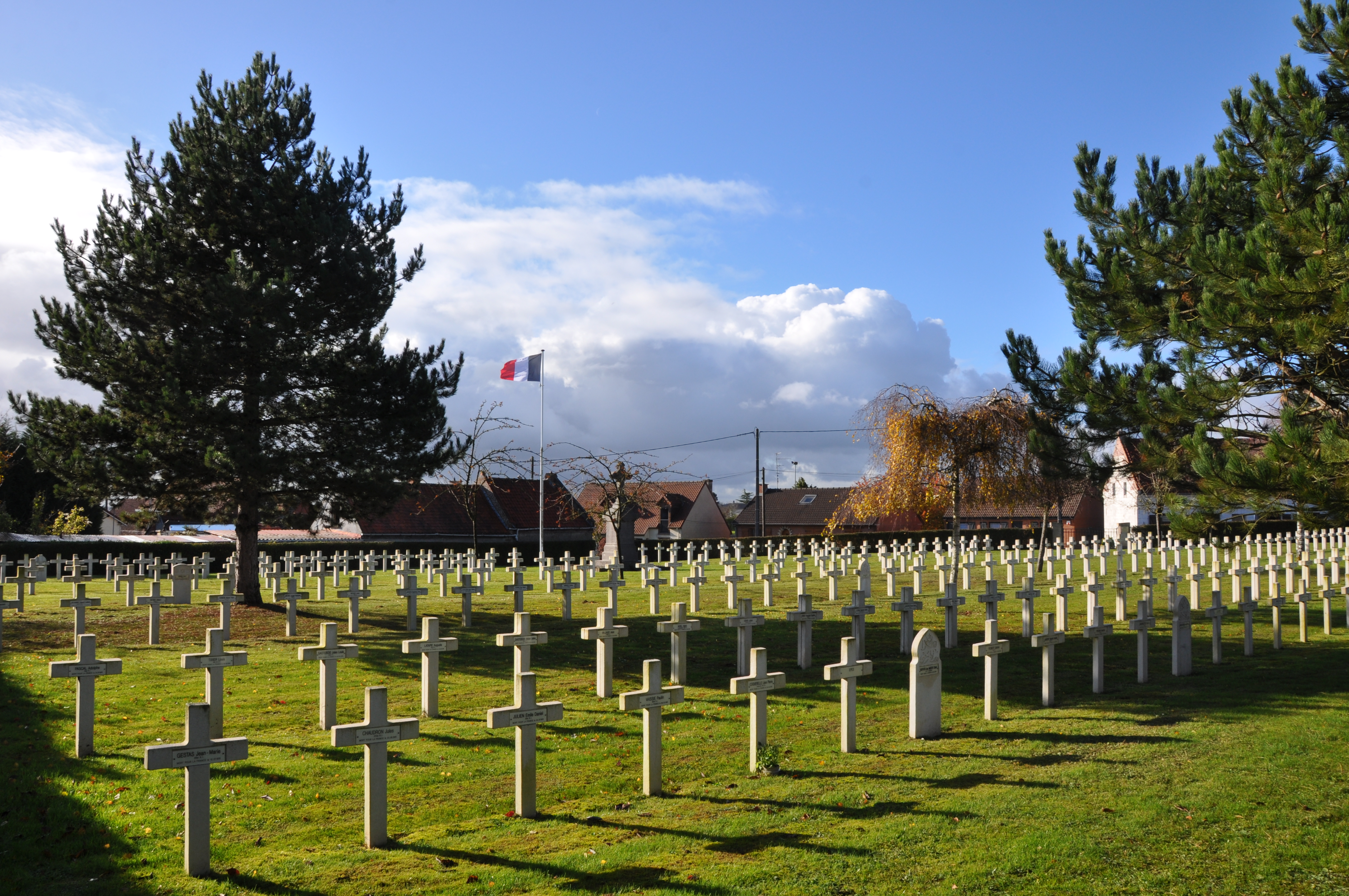
Vue d'ensemble de la nécropole.
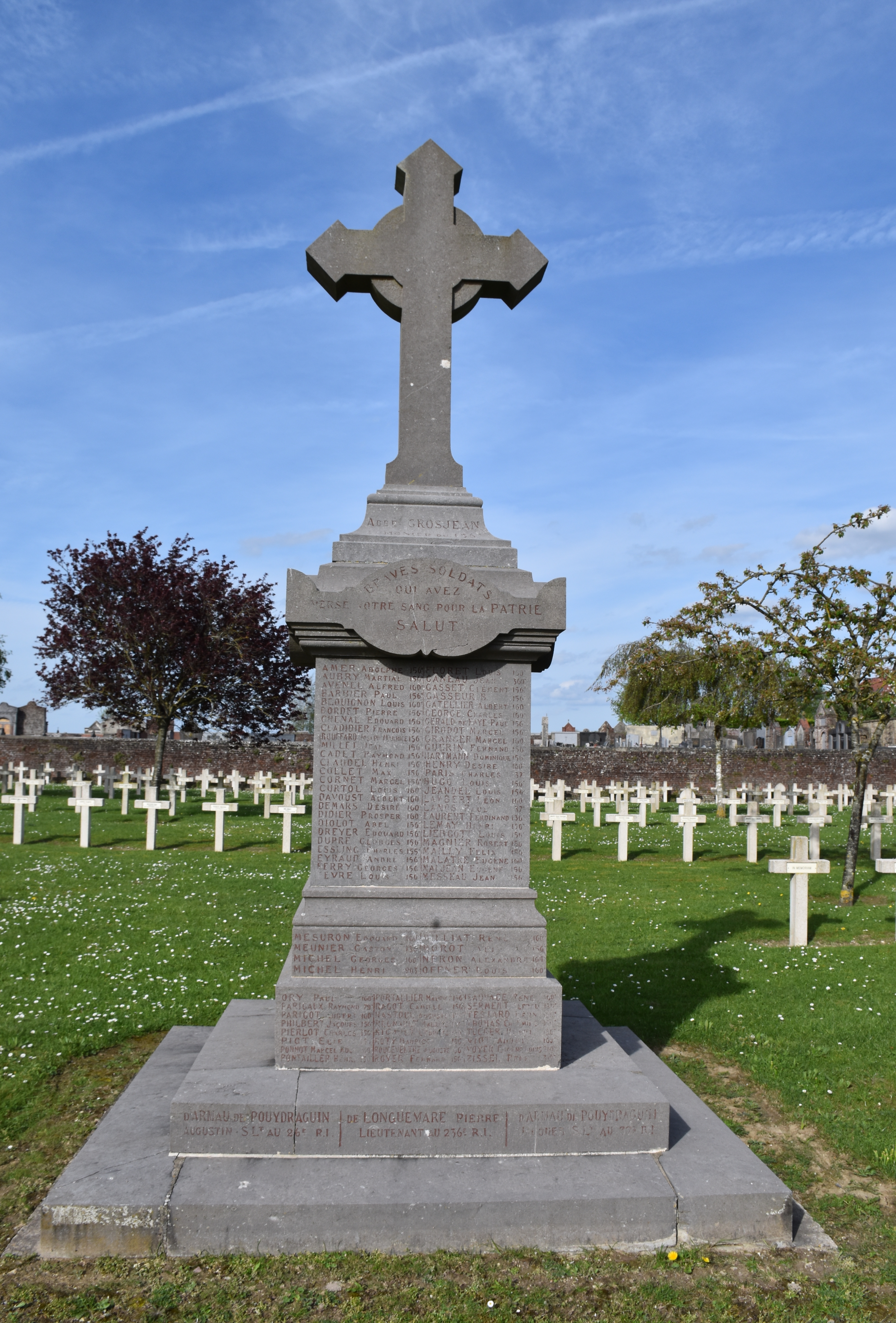
Monument aux morts.

## Personnalités
- Guy Léon Marie de Robien